# Église Saint-Eustache
De Église Saint-Eustache (Sint-Eustachiuskerk) is een deels gotische kerk in Parijs. Het ontwerp van de kerk is van Lemercier. De bouw werd gestart in 1532, en werd regelmatig vertraagd door financieringsproblemen. Na vele onderbrekingen werd de kerk in 1633 voltooid en op 26 april 1637 ingewijd door Monseigneur de Gondi, aartsbisschop van Parijs.
De kerk is gebouwd in verscheidene fasen. Kenmerkend zijn de classicistische voorgevel en schip met zowel gotische als renaissancistische stijlelementen. Het vijfschepige interieur is 100 meter lang, 44 meter breed en 33 meter hoog met kruisbreuk en koor. In een koorkapel bevindt zich de graftombe van Colbert, minister van Financiën van Lodewijk XIV. De tombe werd ontworpen door Charles Le Brun, terwijl het beeld van Colbert en de schitterende sculptuur van de overvloed werden vervaardigd door Coysevox.
Dat in deze kerk de moeder van Mozart begraven zou liggen, berust op een misverstand. Mozart kwam wel in deze kerk toen hij met zijn moeder in Parijs verbleef (1778), en zijn moeder stierf inderdaad tijdens dat verblijf. Maar ze werd begraven op een begraafplaats bij de kerk. Tijdens de Franse Revolutie zijn alle beenderen van deze begraafplaats geruimd, en verloren gegaan. Wel bevindt zich in de kerk, in de St.Caeciliakapel, een plaquette ter ere van Mozart's moeder.
In een zijkapel van de kerk hangt een bronzen drieluik van Keith Haring. Het werd geschonken door de Spirit Foundation, opgericht in 1978 door John Lennon en Yoko Ono.
Het orgel van de kerk is het grootste van Parijs. Het werd in 1989 gebouwd door de Nederlandse orgelbouwer Jan van den Heuvel.

## Onvoltooid
Een eerdere voorgevel in renaissancestijl, waarvan de torens onvoltooid waren gebleven, werd verzwakt door de bouw van twee kapellen die in 1665 waren bijgebouwd. Daarom werd besloten deze gevel te slopen en opnieuw op te bouwen in classicistische stijl, en daarbij de fundering te verbeteren. Hiermee werd in 1754 een begin gemaakt. Opnieuw kreeg het project te maken met financiële problemen. Daardoor is de zuidelijke (rechtse) toren tot op de dag van vandaag onvoltooid gebleven.

## Afbeeldingen

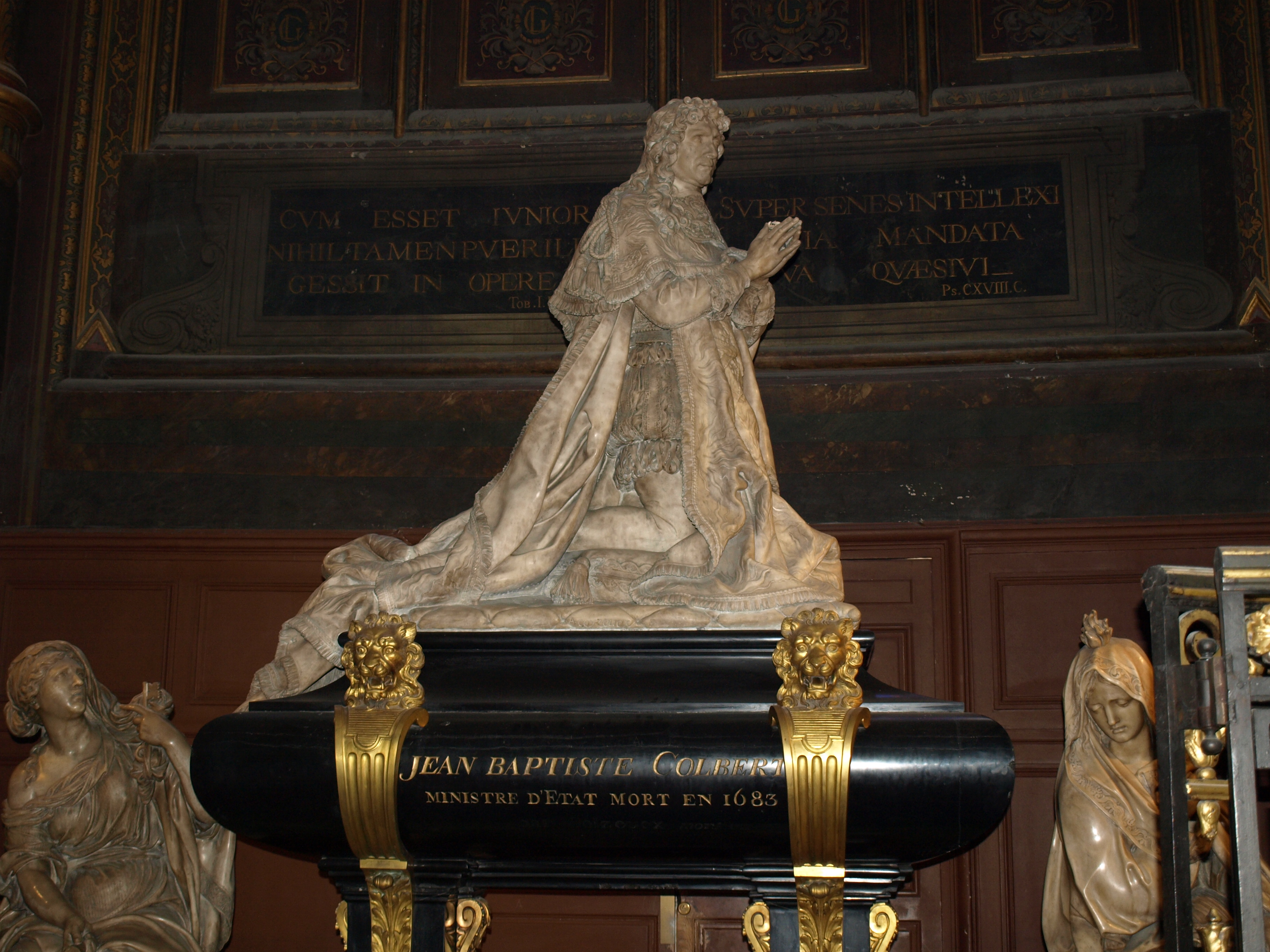
Jean-Baptiste Colberts praalgraf in de Église St. Eustache
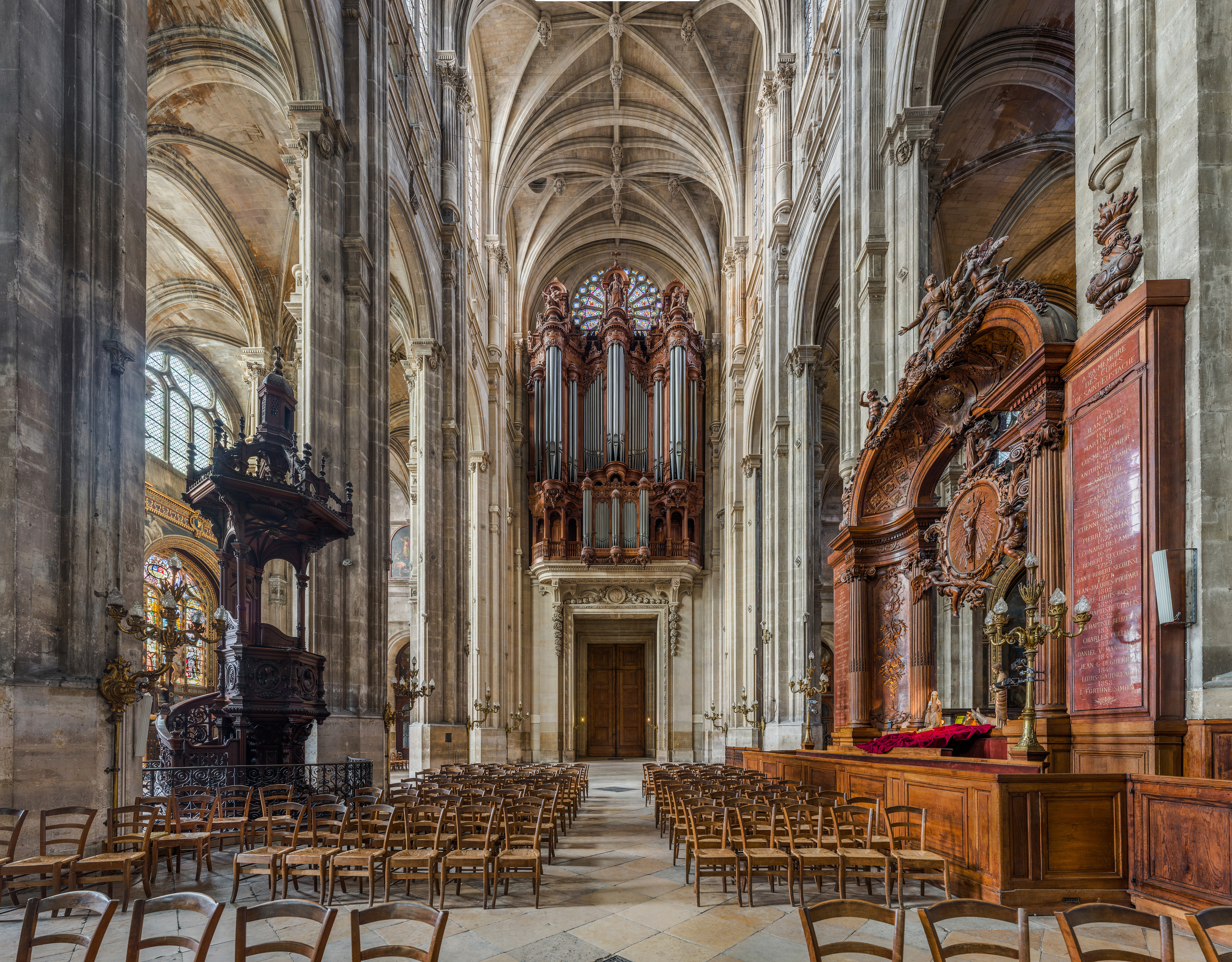
Interieur richting het westen
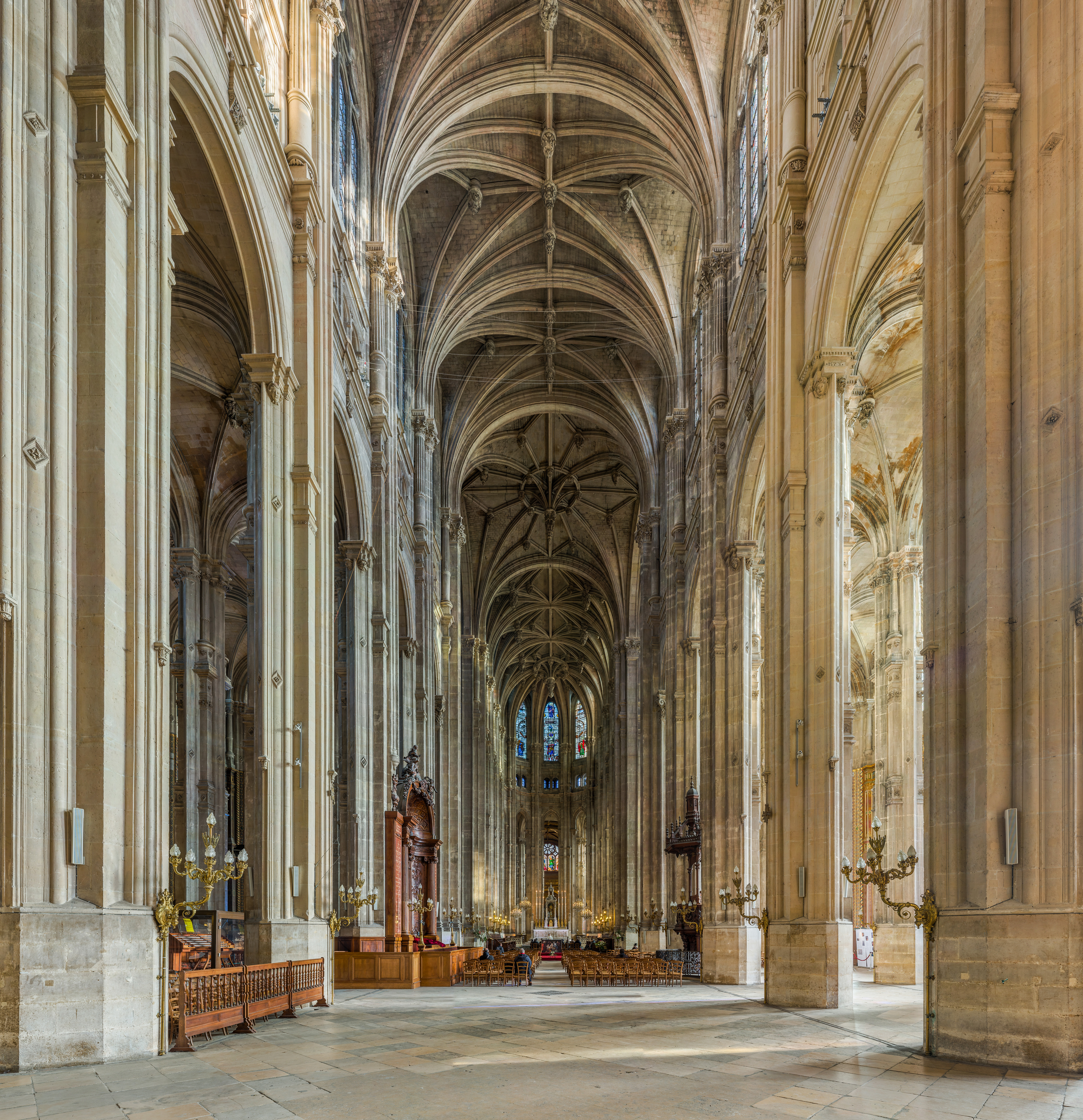
Interieur richting het oosten
Plattegrond
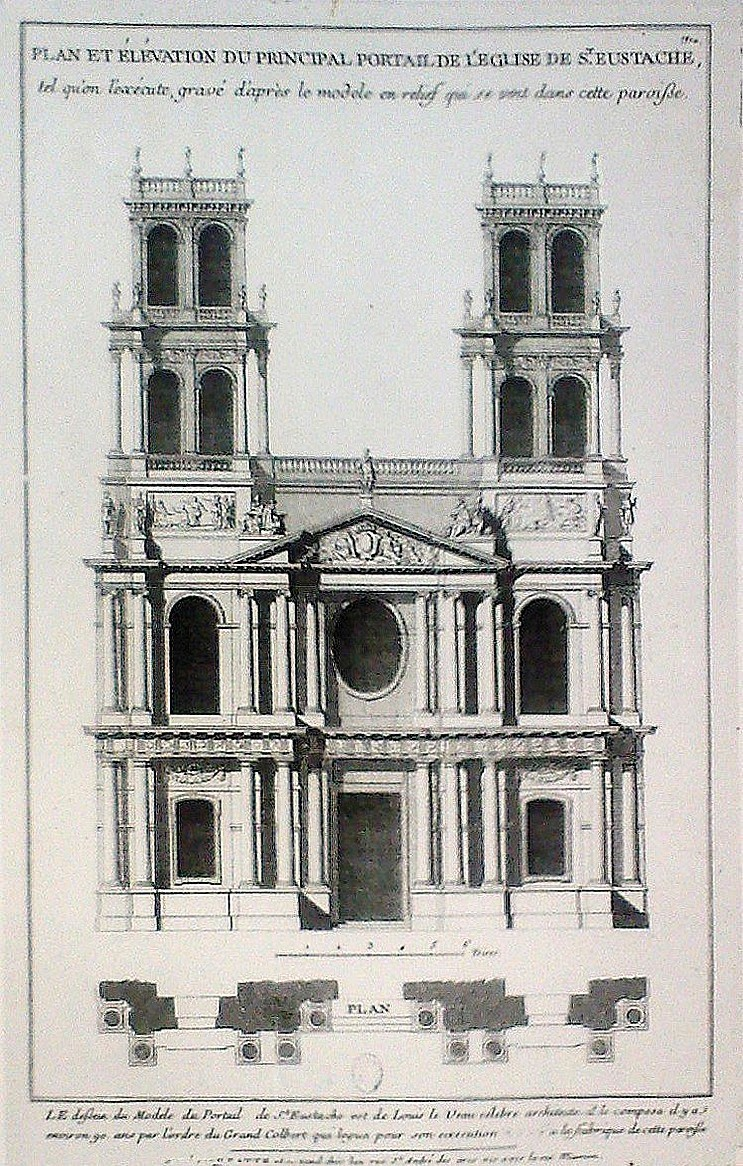
Het ontwerp voor de nieuwe façade door Louis Le Vau, 17e eeuw
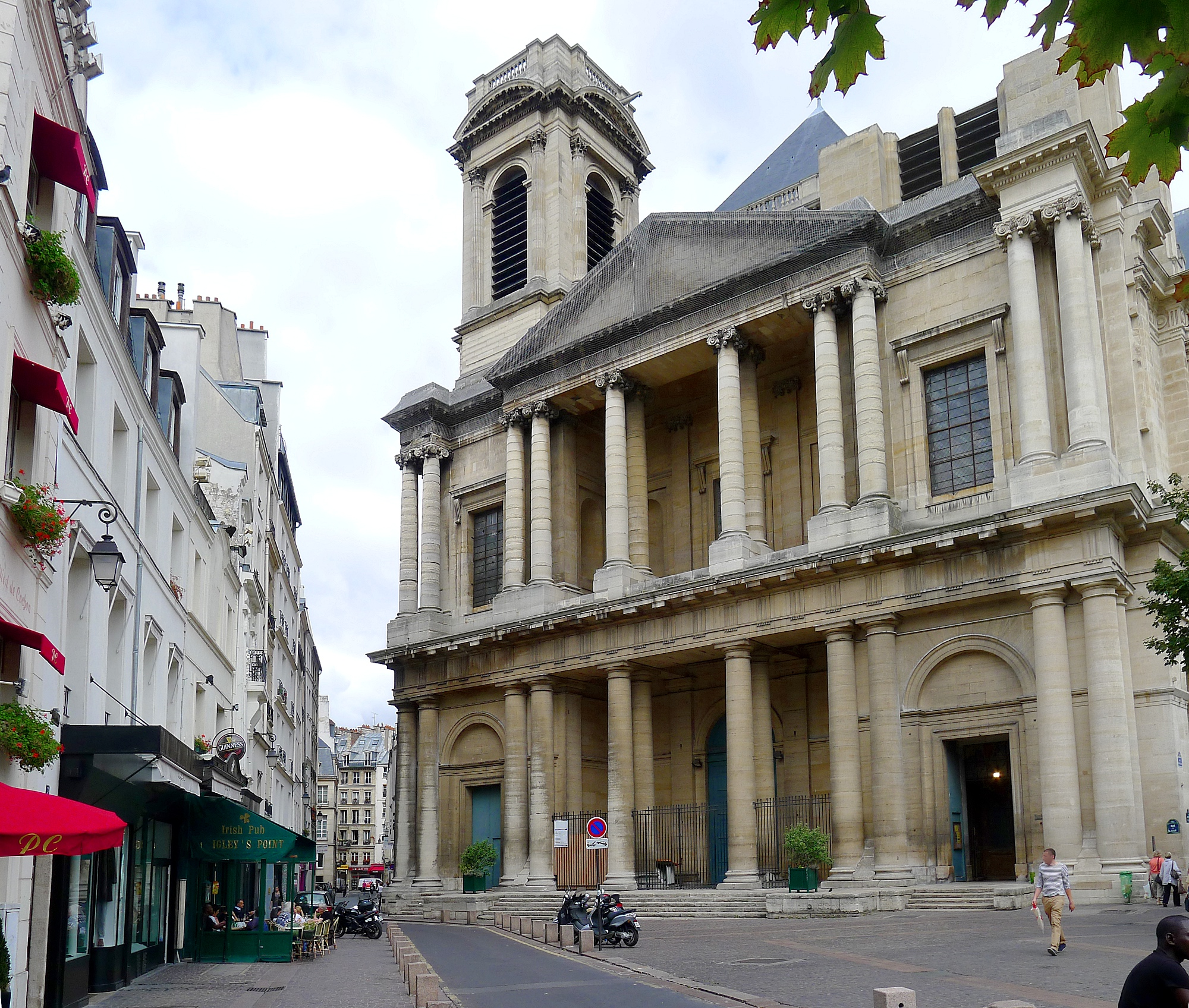
Huidige voorgevel
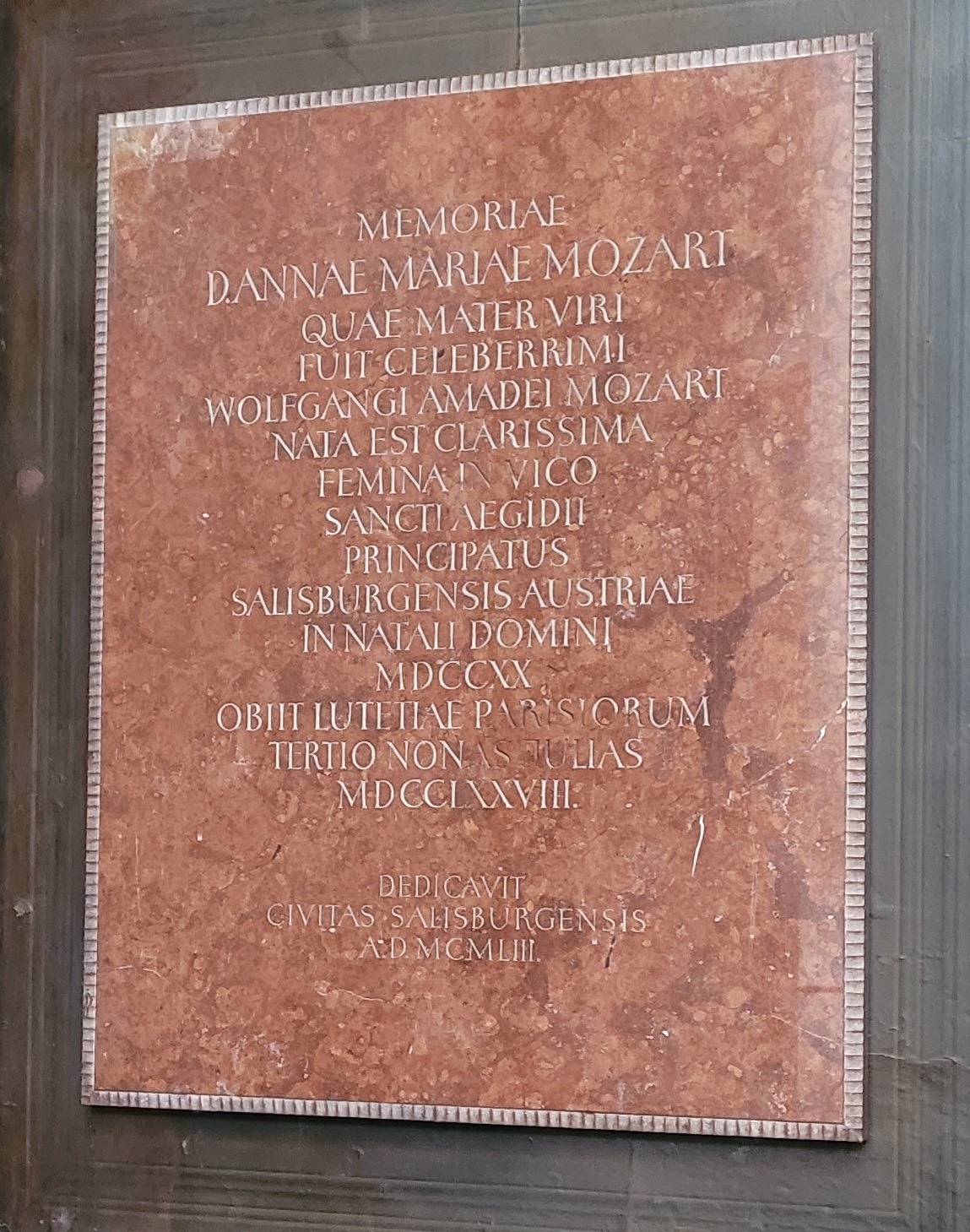
De plaquette ter ere van Mozart's moeder

Sainte-Chapelle · Notre-Dame van Parijs · Notre-Dame-du-Perpétuel-Secours · Sacré-Cœur · Saint-Denys de la Chapelle · Saint-Étienne-du-Mont · Saint-Eustache · Saint-Germain-des-Prés · Saint-Germain-l'Auxerrois · Saint-Gervais-Saint-Protais · Saint-Julien-le-Pauvre · Saint-Martin-des-Champs · Saint-Merri · Saint-Pierre de Montmartre · Saint-Séverin · Saint-Sulpice · La Madeleine · Basiliek van Saint-Denis · Saint-Louis-des-Invalides · Saint-Louis-en-l'Île · Saint-Nicolas-des-Champs · Saint-Roch · Sainte-Trinité · Saint-Vincent-de-Paul · Val-de-Grâce

- Gemeinsame Normdatei: 4531324-6
- MusicBrainz: 8cd3863a-2e3e-4455-9794-eed01a315ad3
- Nationale Bibliotheek van Israël: 987007414305205171
- Système universitaire de documentation: 120820471
- Virtual International Authority File: 146613322